# Wereldkampioenschappen schaatsen afstanden 2008 - Ploegenachtervolging vrouwen
De wereldkampioenschappen schaatsen afstanden 2008 - Ploegenachtervolging vrouwen werd gehouden op zaterdag 8 maart 2008 op de M-Wave in Nagano, Japan.

## Statistieken

### Uitslag
| #      | Land             | Schaatssters                                                     | Tijd    |
| ------ | ---------------- | ---------------------------------------------------------------- | ------- |
| Goud   | Nederland        | Renate Groenewold Ireen Wüst Paulien van Deutekom                | 3:02.19 |
| Zilver | Canada           | Kristina Groves Christine Nesbitt Brittany Schussler             | 3:02.87 |
| Brons  | Duitsland        | Claudia Pechstein Daniela Anschütz Lucille Opitz                 | 3:07.57 |
| 4      | Japan            | Maki Tabata Masako Hozumi Hiromi Otsu                            | 3:09.57 |
| 5      | Verenigde Staten | Catherine Raney Maria Lamb Nancy Swider-Peltz jr.                | 3:10.41 |
| 6      | Polen            | Katarzyna Bachleda-Curuś Karolina Domańska-Ksyt Luiza Złotkowska | 3:12.28 |
| 7      | Roemenië         | Bianca Anghel Andreea Lăzărescu Daniela Oltean                   | 3:15.66 |

### Loting
| Rit |           |                  |
| --- | --------- | ---------------- |
| 1   | Roemenië  |                  |
| 2   | Nederland | Verenigde Staten |
| 3   | Canada    | Polen            |
| 4   | Japan     | Duitsland        |

2005 · 
2007 · 
2008 · 
2009 · 
2011 · 
2012 · 
2013 · 
2015 · 
2016 · 
2017 · 
2019 · 
2020 · 
2021 · 
2023 · 
2024 · 
2025